# Tipula (Pterelachisus) limbinervis
Tipula (Pterelachisus) limbinervis is een tweevleugelige uit de familie langpootmuggen (Tipulidae). De soort komt voor in het Oriëntaals gebied.